# Fábrica real de rifles da Prússia

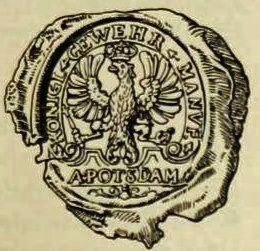
Selo da Fábrica real de rifles da Prússia.

A Fábrica real de rifles da Prússia ("Königliche Preußische Gewehrfabrique") era o fabricante de rifles mais antigo da Prússia e foi fundada em 1722 por Friedrich Wilhelm I, o "Rei Soldado". Financiou a construção e o equipamento técnico das oficinas e mandou construir casas e igrejas para os trabalhadores católicos.
A fábrica de fuzis fabricava não apenas revólveres, mas também espadas, punhais e baionetas de acordo com o significado da palavra "fuzil" na época. O principal cliente era o Exército Prussiano. Até 1850, a produção era propriedade privada sob um contrato de arrendamento. Depois disso, a empresa foi adquirida pelo Estado e o Arsenal Potsdam foi abandonado. A fábrica de Spandau formou a base da indústria de armamentos lá.
A história de quase 200 anos da fábrica de rifles terminou em 1919 após a Primeira Guerra Mundial, de acordo com as restrições do Tratado de Versalhes. A fábrica de rifles, junto com outras doze oficinas do exército e da marinha, tornou-se parte da recém-criada Deutsche Werke AG, cujas operações agora eram voltadas para uso civil e, doravante, operadas sob o nome de Deutsche Industriewerke.